# L'Homme et l'Enfant
Pour plus de détails, voir Fiche technique et Distribution.
L’Homme et l’Enfant est un film franco-italien réalisé par Raoul André et sorti en 1956.

## Synopsis
Fred Barker, un Américain célibataire resté en France après avoir héroïquement défendu le pays durant la Seconde Guerre mondiale, dirige à Grasse la fabrique de parfums de son ami Carlo Ferelli auquel il a sauvé la vie durant le conflit. Depuis, Fred a adopté une fillette, Cathy. Un jour, il reçoit la visite de Félix Mercier, un vieillard qui l'informe qu’il séquestre Cathy et lui signifie qu’il la lui rendra quand Fred retrouvera sa petite-fille Hélène, une adolescente de 17 ans, accusant la fabrique de servir de façade à un trafic de traite des blanches. Fred, tombant des nues, se lance à la recherche d’Hélène pour pouvoir rapidement récupérer Cathy.

## Fiche technique
- Titre original : L’Homme et l’Enfant
- Titre italien : Creature del male
- Réalisation : Raoul André
- Scénario : Jacques Constant
- Dialogues : Jacques Constant, Orin Jannings
- Décors : James Allan
- Musique : Jeff Davis
- Assistants à la réalisation : Claude Pinoteau, Tony Saytor
- Photographie : Nicolas Hayer
- Son : Antoine Archimbaud
- Montage : Gabriel Rongier
- Photographe de plateau : Léo Mirkine
- Production : Ray Ventura, Simone Berriau[1]
- Directeur de production : Jean Darvey[1]
- Sociétés de production[1] : Hoche Productions (France), Eden Productions (France), Carol Film (Italie)
- Sociétés de distribution : Pathé Films (France), Les Films Corona (France)[Note 1], René Chateau (vente à l'exportation)[1]
- Pays d'origine : France, Italie
- Langue originale : français
- Format : couleur (Eastmancolor) — 35 mm — 2.35:1 (CinemaScope) — monophonique
- Genre : drame
- Durée : 90 minutes
- Date de sortie : France, 28 novembre 1956
- Classification et visa CNC : mention « tous publics », visa d'exploitation no 18366 délivré le 26 octobre 1956

## Distribution
- Eddie Constantine : Fred Barker
- Juliette Gréco : Nicky Nistakos
- Folco Lulli : Carlo Ferelli
- Jacqueline Ventura : Elvire
- Grégoire Aslan : Zajir
- René Havard : le complice de Zajir
- Tania Constantine : Cathy
- Béatrice Altariba : Hélène Mercier
- Jean d’Yd : Félix Mercier
- Diana Bel : Marie
- Mario David : Alec
- Jeff Davis : le commissaire Richard
- Georges Lannes : le commissaire Denis
- Jean Degrave : un inspecteur
- Jean Lefebvre : Albert
- Michèle Philippe : Donna
- Élisa Lamotte : Marcelle
- Pascale Roberts : Rita
- Nadine Tallier : Pitel Pitei
- Maurice Biraud
- Georgette Anys
- Jenny Astruc

## Production

### Tournage
Juliette Gréco : « Gréco transformée en Eurasienne sadique fouettant Nadine Taillier à coups de ceinturon. La jeune starlette adorée de la gent masculine est devenue baronne. Elle est heureuse et peut dorénavant, si elle le désirait, choisir celui ou celle qui la fouetterait. Mais elle est une douce et charmante personne. Eddie Constantine, qui est la star du film, se fait beaucoup rire pendant les projections du travail de la veille. « Il est terrible ce type-là », dit-il en se regardant dans les yeux. Eddie Constantine est gentil et tendre. Il prend soin de chacun avec amitié et bonne humeur et le film devient une vraie partie de plaisir, contrairement à l'histoire. Ils deviennent les meilleurs amis du monde. La fête que notre vedette donnera à la fin du film sera mélancolique. Personne n'avait envie de se quitter. C'est une réussite. »

### Chanson
L’Homme et l’Enfant, adaptation française par René Rouzaud de Little Boy and the Old Man (en), musique de Wayne Shanklin (en), interprétée en duo par Eddie Constantine et sa fille Tania.